# 康維爾200垂直昇降戰機
康維爾200垂直昇降戰機（Convair Model 200）是1973年康維爾應美國海軍計劃發展的制海艦也就是垂直/短距起降航空母艦的艦載機，但也隨著這個計劃的取消而取消，它只有一個前機身全尺寸模型留存在世。

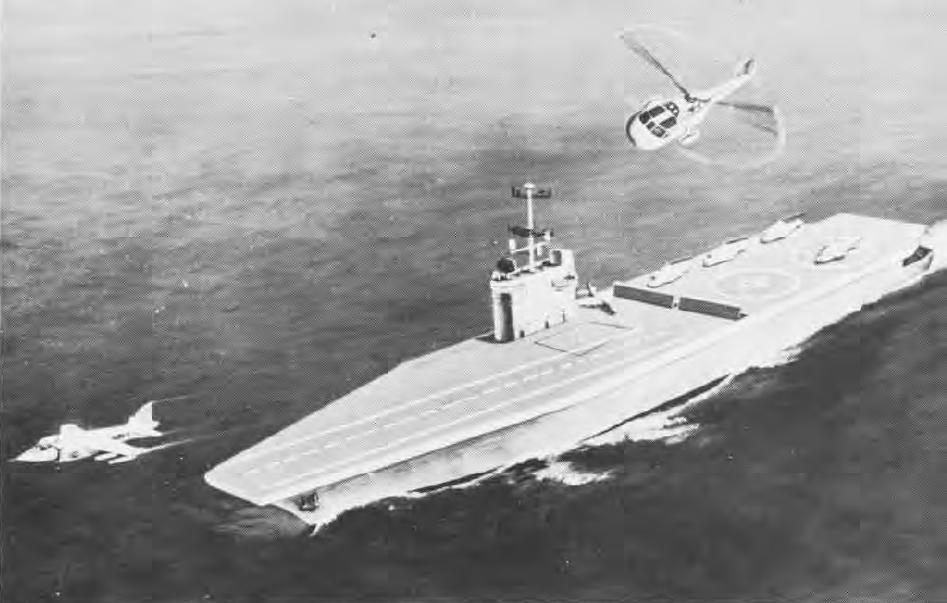
制海艦

康維爾200如同後來的F-35系列戰機，也是由一個基本機型發展為一個包括垂直昇降戰機和常規戰機，康維爾201會是常規艦載戰鬥機而且會有其雙座教練機。

## 基本資料（康維爾200）
- 全長：15.5米
- 翼展：8.5米
- 全高：5.5米
- 最快速度：2倍音速
- 動力：1部普惠F401-PW-400渦輪風扇發動機+2部勞斯萊斯XJ99垂直發動機

## 設計

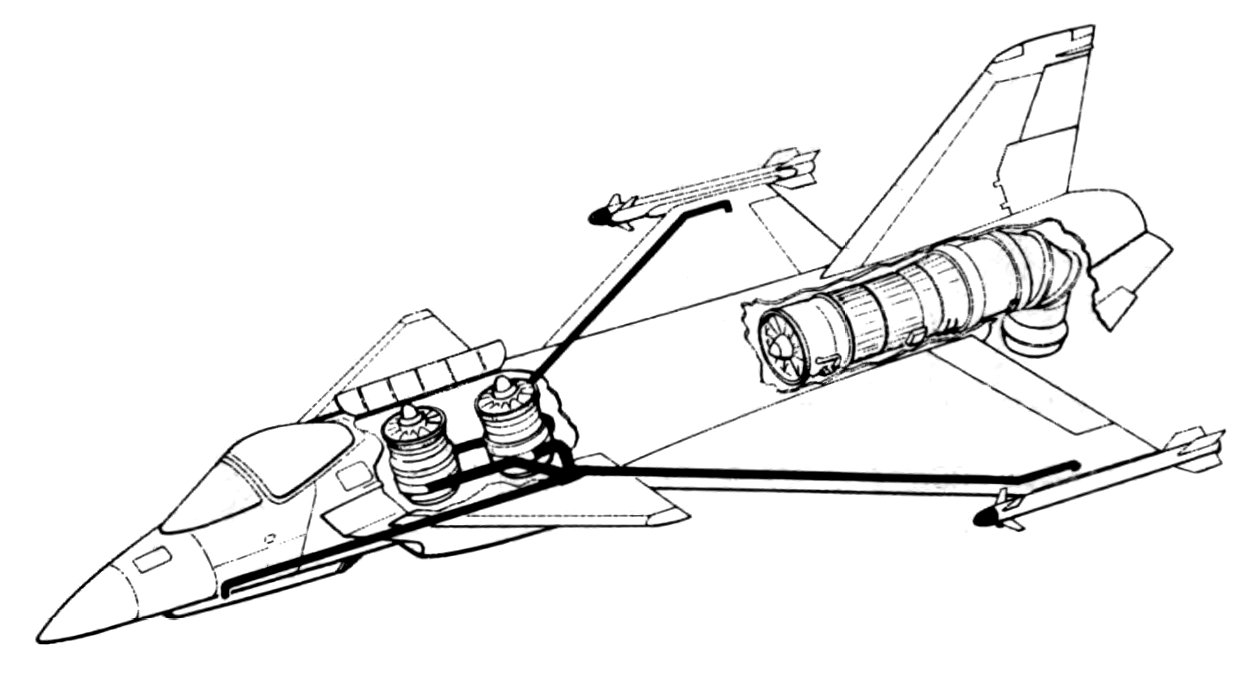
康維爾200的基本內部結構

康維爾200的基本飛機外型不約而同地和瑞典紳寶的JAS 39獅鷲戰鬥機相似，是一種有前翼而無水平尾翼的戰鬥機，其垂直昇降設計又不約而同地和蘇聯Yak 141相似，由在機尾的一部可向下彎曲噴管的普惠F401-PW-400渦輪風扇發動機作為其主發動機再加上兩部在駕駛艙後方的勞斯萊斯XJ99垂直發動機（每部可提供40千牛頓的向上推力）作為昇舉發動機。
當康維爾200要垂直起飛時，主發動機的噴管向下彎曲，同時駕駛艙後方的兩部昇舉發動機也開動，三部發動機一起發功而把飛機舉起至一定高度，然後那兩部昇舉發動機熄機，主發動機的噴管彎曲向後，飛機改為水平飛行。
這跟蘇聯/俄羅斯的Yak-141是一樣的，也就是說康維爾200也有以下的問題：
- 要協調這三部發動機是有困難的，搞不好就會故障
- 要容納這兩部昇舉發動機就要佔用機內大量空間，再加上垂直起飛的高燃料消耗，會令其航程短
- 那兩昇舉發動機是明顯的死重，影響其飛行性能

## 型號
- 康維爾200：基本垂直昇降戰機

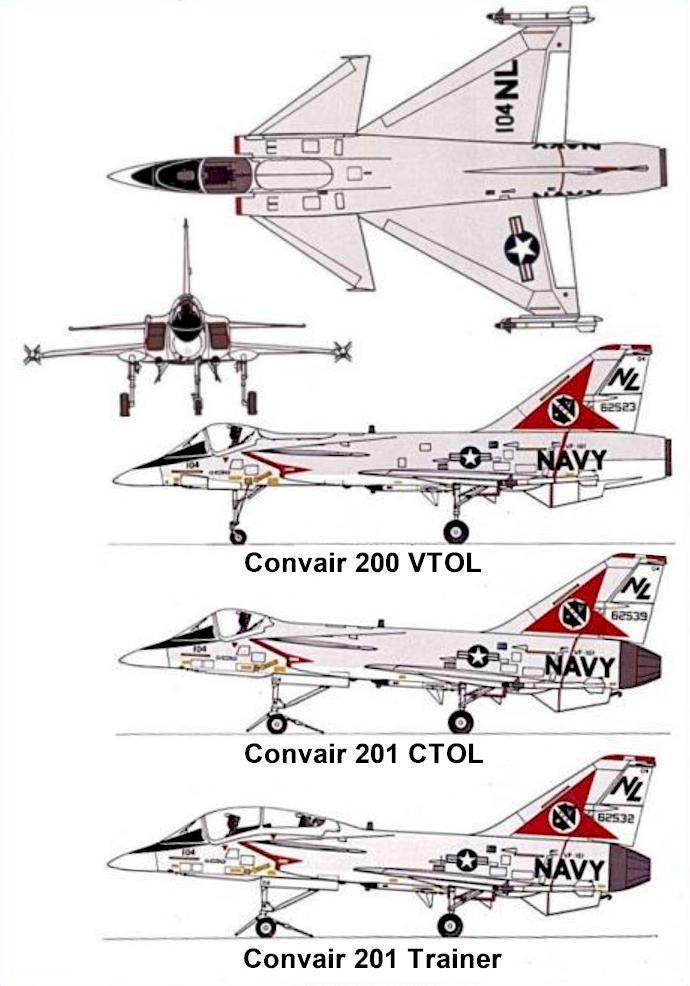
康維爾200的主要型號

- 康維爾201：常規艦載戰鬥機，取消一切和垂直昇降有關的設備，改為彈射起飛攔截降落，所以，會有彈射拖桿和著艦鈎
- 康維爾201教練機：康維爾201的雙座教練機

## 研發國家
- 美国

## 外部連結
- 康維爾Model 200 前機身全尺寸模型，少見 （页面存档备份，存于）